# Vrnjačka Banja
Vrnjačka Banja (en serbe cyrillique : Врњачка Бања) est une ville et une municipalité de Serbie situées dans le district de Raška (Rascie). Au recensement de 2011, la ville comptait 10 004 habitants et la municipalité dont elle est le centre 27 332.
Vrnjačka Banja est une station thermale réputée, ainsi qu'une ville touristique.

## Géographie
Vrnjačka Banja est située à 200 km au sud de Belgrade, 25 km de Kraljevo et 7 km de Trstenik. La ville se trouve entre le mont Goč (1 542 m) et la Zapadna Morava. Les rivières Vrnjačka reka et Lipovačka reka coulent dans la municipalité. Outre le mont Goč, qui fait partie du massif du Kopaonik, la ville est entourée par les monts Željin (1 785 m), Jastrebac (1 492 m) et Stolovi (1 375 m).

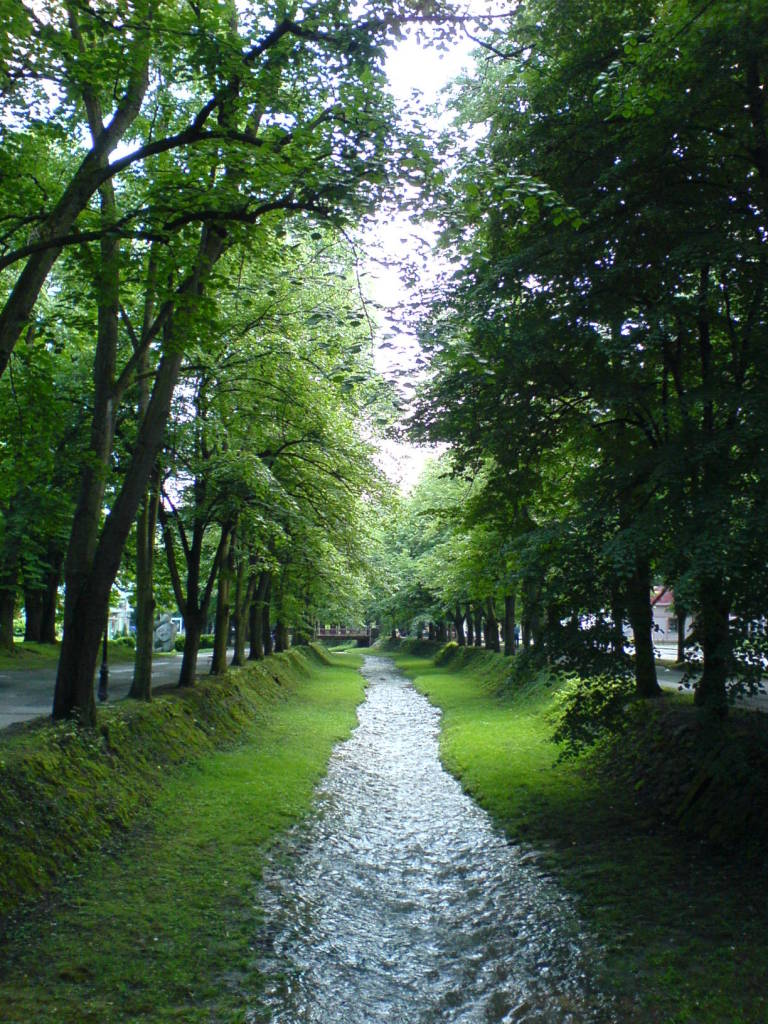
La Vrnjačka reka à Vrnjačka Banja

La municipalité de Vrnjačka Banja est entourée au nord, à l'ouest et au sud-ouest par le territoire de la ville de Kraljevo ; elle est bordée au sud-est par la municipalité d'Aleksandrovac et par celle de Trstenik à l'est.

## Climat
La ville bénéficie d'un climat continental modéré. La température moyenne annuelle est de 10,5 °C. Les hivers y sont plutôt doux, avec de la neige mais sans gelées. Les étés y sont modérément chauds, en raison de la proximité du mont Goč et de la Zapdna Morava.
Le climat de Vrnjačka Banja est mesuré à la station météorologique de Kraljevo, qui se trouve à 25 km et qui est située à 215 m d'altitude. Cette station enregistre des données depuis 1890 (coordonnées 43° 42′ N, 20° 42′ E).
La température maximale jamais enregistrée à la station a été de 44,3 °C le 22 juillet 1939 et la température la plus basse a été de −27,1 °C le 17 février 1956. Le record de précipitations enregistré en une journée a été de 124,1 mm le 25 mai 1968. La couverture neigeuse la plus importante a été de 90 cm le 23 février 1954.
Pour la période de 1961 à 1990, les moyennes de température et de précipitations s'établissaient de la manière suivante :
| Mois                                       | Janv | Fév  | Mars | Avr  | Mai  | Juin | Juil | Août | Sept | Oct  | Nov  | Déc  | Année |
| ------------------------------------------ | ---- | ---- | ---- | ---- | ---- | ---- | ---- | ---- | ---- | ---- | ---- | ---- | ----- |
| Températures maximales moyennes (°C)       | 3,3  | 6,8  | 12,0 | 17,7 | 22,3 | 25,2 | 27,3 | 27,5 | 23,9 | 18,0 | 11,0 | 5,0  | 16,7  |
| Températures moyennes (°C)                 | -0,5 | 2,3  | 6,5  | 11,7 | 16,2 | 19,1 | 20,8 | 20,4 | 16,8 | 11,5 | 6,2  | 1,4  | 11,0  |
| Températures minimales moyennes (°C)       | -4,3 | -1,7 | 1,4  | 5,7  | 10,1 | 13,1 | 14,2 | 13,7 | 10,6 | 6,0  | 1,9  | -2,1 | 5,7   |
| Moyennes mensuelles de précipitations (mm) | 53,6 | 49,1 | 53,3 | 60,5 | 91,7 | 96,0 | 75,6 | 57,0 | 57,5 | 45,8 | 60,1 | 60,8 | 761   |

## Histoire
Les sources de la région de Vrnjačka Banja étaient connues et exploitées à l'époque romaine, avec une station thermale connue sous le nom de Aquae orcinae, dont subsistent aujourd'hui quelques vestiges, notamment ceux d'une piscine réservée aux soins.
En revanche, la création de l'actuelle cité remonte au XIXe siècle. En 1833, la région fut intégrée à la principauté de Serbie, qui venait de gagner son autonomie vis-à-vis de la Sublime Porte, et, en 1834, une église dédiée à la Naissance-de-la-Très-Sainte-Mère-de-Dieu y fut construite. C'est en 1835 que le chimiste Sigismont Auguste Wolfgang Herder analysa pour la première fois les eaux minérales du secteur. En 1868, la ville de Vrnjačka Banja fut officiellement fondée et, en 1869, elle connut sa première saison thermale. En 1875, Sima Lozanić effectua la première analyse complète des eaux de la ville et, en 1892, le général Jovan Belimarković y fit construire le premier établissement thermal. En 1905, la ville s'équipa d'une machine à vapeur destinée à la production de l'électricité et, en 1910, elle accueillit son premier train, qui circulait sur la voie Stalac-Požega. Pendant la Première Guerre mondiale, la ville fut occupée par l'armée autro-hongroise et elle fut libérée le 18 octobre 1918 (calendrier julien).
En 1929 fut construite la première centrale électrique moderne de la ville et, en 1933, fut fondée à Belgrade la Société des amis de Vrnjačka Banja (en serbe cyrillique : Друштво пријатеља Врњачке Бање). Pendant la Seconde Guerre mondiale, en 1941, la ville fut occupée par les nazis et libérée le 14 octobre 1944.

## Localités de la municipalité de Vrnjačka Banja

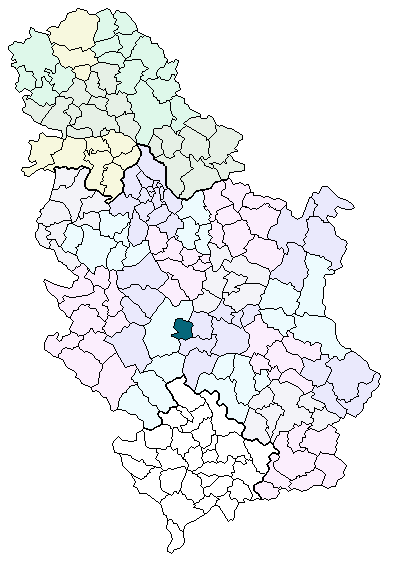
Localisation de la municipalité de Vrnjačka Banja en Serbie
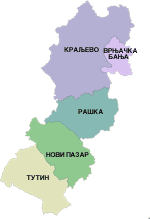
Le district de Raška

La municipalité de Vrnjačka Banja compte 14 localités :
- Vraneši
- Vrnjačka Banja
- Vrnjci
- Vukušica
- Goč
- Gračac
- Lipova
- Novo Selo
- Otroci
- Podunavci
- Rsavci
- Ruđinci
- Stanišinci
- Štulac

Vrnjačka Banja est officiellement classée parmi les « localités urbaines » (en serbe : градско насеље et gradsko naselje) ; toutes les autres localités sont considérées comme des « villages » (село/selo).

## Démographie

### Ville

#### Évolution historique de la population dans la ville
| 1948  | 1953  | 1961  | 1971  | 1981  | 1991  | 2002  | 2011   |
| ----- | ----- | ----- | ----- | ----- | ----- | ----- | ------ |
| 2 355 | 3 158 | 4 971 | 6 520 | 9 699 | 9 812 | 9 877 | 10 004 |

### Municipalité

#### Évolution historique de la population dans la municipalité
| 1948   | 1953   | 1961   | 1971   | 1981   | 1991   | 2002   | 2011   |
| ------ | ------ | ------ | ------ | ------ | ------ | ------ | ------ |
| 15 916 | 17 394 | 18 820 | 21 940 | 24 768 | 25 875 | 26 492 | 27 332 |

#### Répartition de la population par nationalités dans la municipalité (2002)
Toutes les localités de la municipalité de Vrnjačka Banja sont majoritairement habitées par des Serbes.

## Politique
À la suite des élections locales serbes de 2008, les 25 sièges de l'assemblée municipale de Vrnjačka Banja se répartissaient de la manière suivante :
| Parti                                              | Sièges |
| -------------------------------------------------- | ------ |
| Pour une Vrnjačka Banja européenne (DS, G17+, SPO) | 10     |
| Parti progressiste de Serbie                       | 4      |
| Nouvelle Serbie                                    | 3      |
| Parti démocratique de Serbie                       | 2      |
| Serbie unie                                        | 2      |
| Liste Rade Simić                                   | 2      |
| Liste Dragan Stefanović                            | 1      |
| Mouvement socialiste                               | 1      |

Zoran Seizović, membre du Parti démocratique du président Boris Tadić et qui dirigeait la liste Pour une Vrnjačka Banja européenne, variante locale de la coalition Pour une Serbie européenne soutenue par Tadić, a été élu président (maire) de la municipalité. Il a succédé dans ce poste à Rodoljub Džamić, membre du Parti socialiste de Serbie. Le vice-président de la municipalité est Petar Arsić, lui aussi membre de la coalition Pour une Vrnjačka Banja européenne,.

## Culture

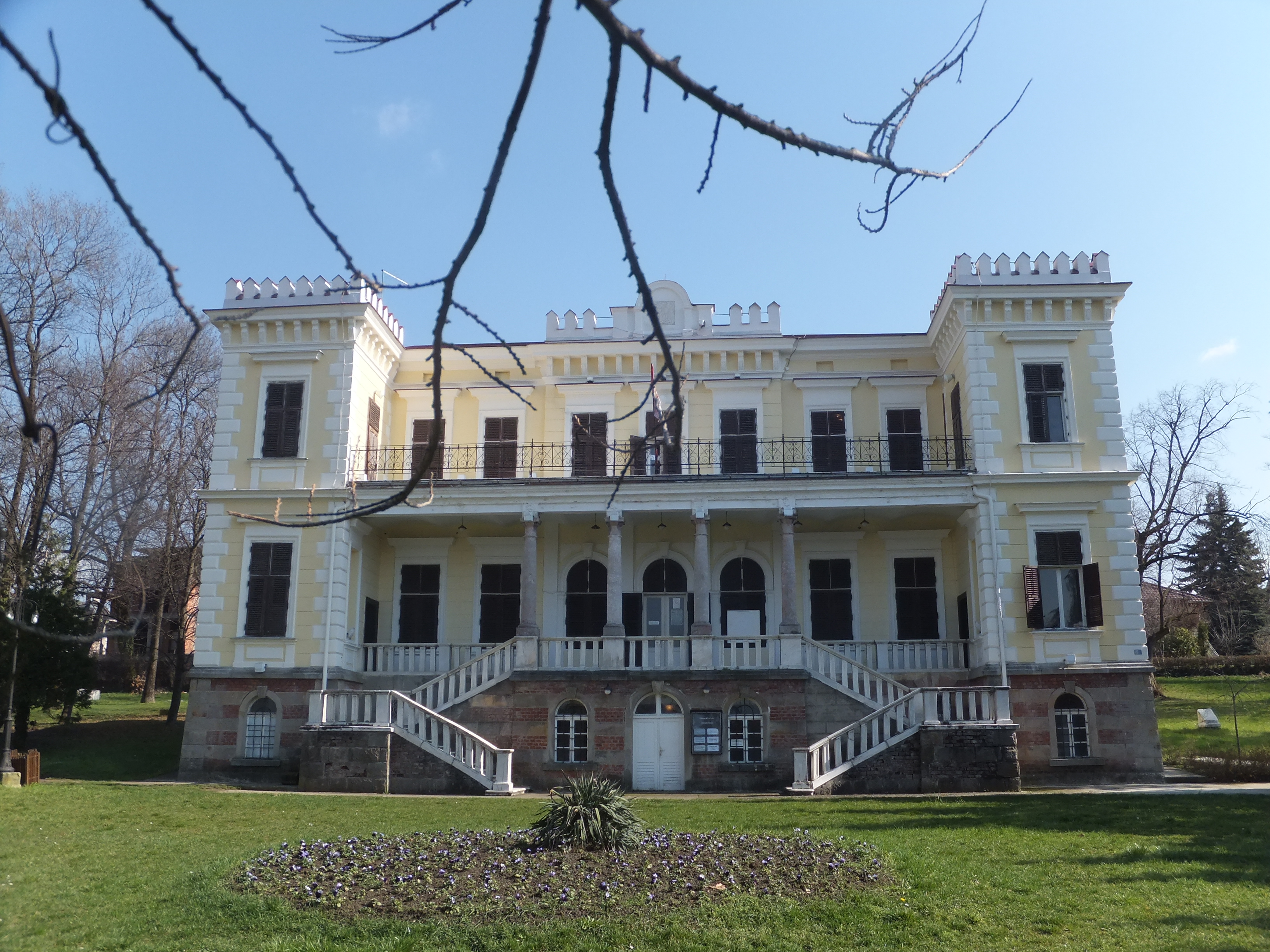
Le château Belimarković.

Le château Belimarković est l'un des bâtiments les plus anciens et les plus représentatifs de cette ville d'eaux de Vrnjačka Banja, la fondation de Jovan Belimarković (1827-1906), le régent du royaume à l'époque de la minorité d'Alexandre Ier de Serbie. Il a été construit entre 1882 et 1887 par l'ingénieur Pavle Denić, sous la supervision de l'architecte autrichien Franz Winter ; la construction, qui s'inspire du modèle des châteaux nord-italiens et polonais de cette époque, servit de résidence familiale à Jovan Belimarković et à ses héritiers jusqu'en 1968, date à laquelle le palais a été transformé en centre culturel et en musée. En raison de sa valeur architecturale, le château est inscrit sur la liste des monuments culturels de grande importance de la république de Serbie.
Aujourd'hui, des manifestations diverses, expositions, concerts de musique classique, festivals, sont organisées dans le château. Le musée présente trois collections permanentes : « Landrište - Préhistoire de Vrnjci », « Patrimoine ethnographique de Vrnjačka Banja » et « Chambre commémorative du général Jovan Belimarković ». Le Château Belimarković dispose aussi de différentes collections naturalistes, archéologiques, historiques, ethnologiques et artistiques (peintures, dessins, sculptures). Il dispose aussi d'une bibliothèque abritant des livres anciens et des magazines rares ainsi que d'une section documentaire.

## Sport
La ville possède un club de football, le FK Goč Vrnjačka Banja.

## Économie
Vrnjačka Banja est le siège de la société Voda Vrnjci, qui travaille principalement dans l'embouteillage et la distribution des eaux minérales et des eaux de source de la région. Elle produit également d'autres boissons non alcoolisées, jus de fruit, tonics, colas et thés glacés,. Cette entreprise entre dans la composition du BELEXline, l'un des trois indices de la Bourse de Belgrade. Parmi les autres sociétés importantes de la ville, on peut citer Agencija Kraguljac, une entreprise créée en 2003 et spécialisée dans l'informatique. Artinjan, créée en 1984, fabrique des parquets ; Beli Bor, le « Pin blanc », travaille aussi dans l'industrie du bois et fabrique des parquets, de fenêtres et des portes pour la construction mais, dans le cadre de sa diversification, elle distribue aujourd'hui du béton et propose des fenêtres et des portes en PVC, en aluminium ou dans une combinaison d'aluminium et de bois ; la société Unikat, quant à elle, fabrique des meubles.
Boban Komerc, créée en 1992, est une entreprise du secteur agroalimentaire qui distribue des produits en gros ou en détail ; Balint produit et commercialise des équipements pour l'emballage et la transformation des produits alimentaires. La société Deco, créée en 1999, conçoit et réalise des installations électriques, Interklima réalise des systèmes dans le domaine de la construction, et notamment des installations thermiques, électriques et hydrotechniques et Fluidotehnik des installations hydroélectriques ; la société SBB (Serbia Broadband) produit des câbles pour les installations électriques ; elle installe des réseaux câblés pour la télévision numérique et analogique et pour Internet et elle fonctionne aussi comme un opérateur pour la télévision par satellite ; cette société de dimension nationale possède une antenne à Vrnjačka Banja.
Dekor stil travaille dans le domaine de la petite métallurgie. Le secteur textile est représenté par la société Elegant, qui produit des vêtements, et le secteur des services par la société Autoprevoz Vrnjačka Banja, une compagnie d'autobus qui dessert la Serbie et l'étranger.

## Tourisme
La principale activité de la région de Vrnjačka Banja est le tourisme,
Vrnjačka Banja est située dans un parc ombragé, orné de belles villas. Ville touristique, elle dispose de nombreux hôtels. L'été, elle organise des concerts, ainsi qu'un important festival littéraire.
Une des curiosités de la ville est le Pont de l'amour.

### Thermalisme

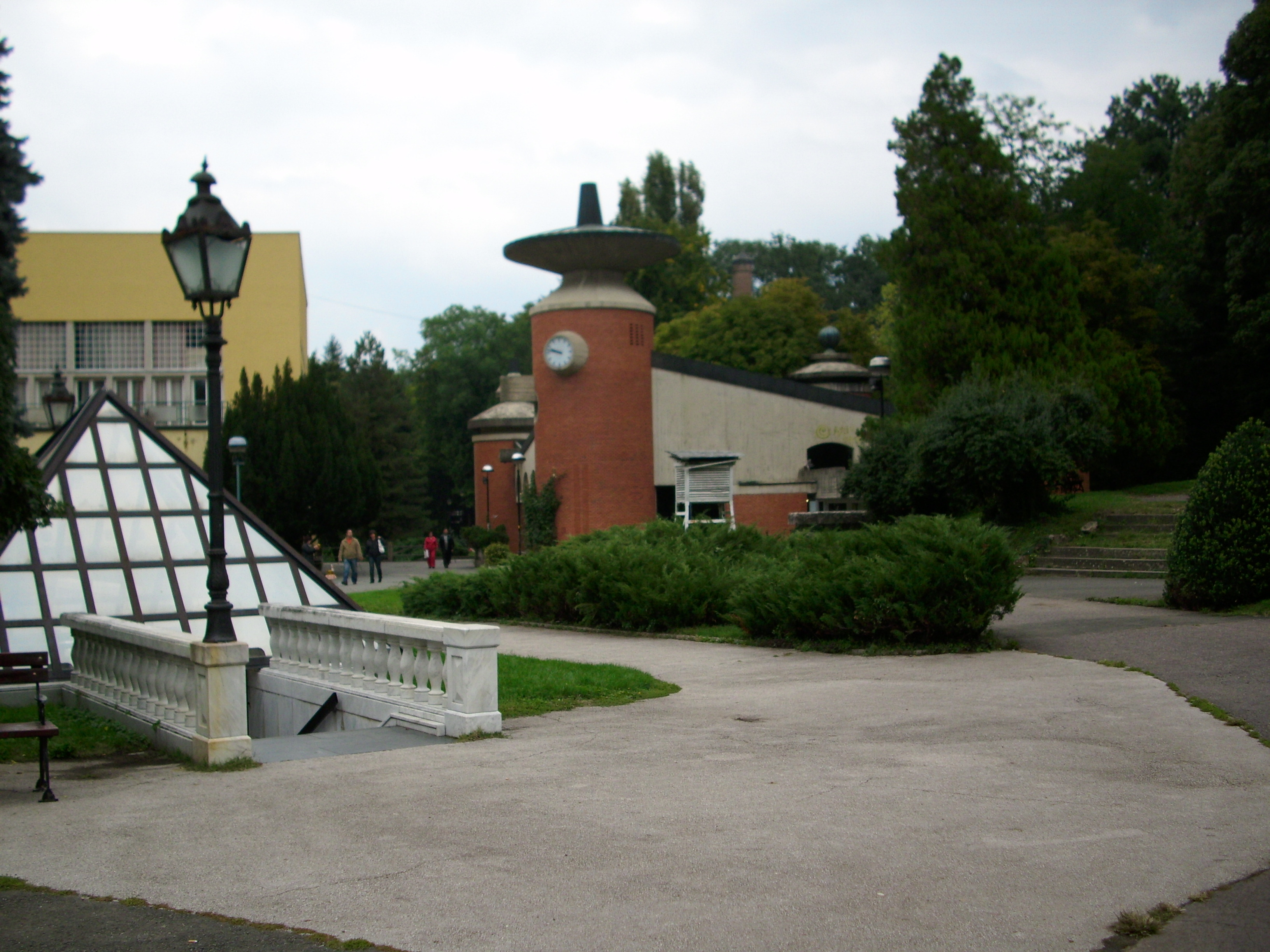
Le puits romain et la source Topla voda

Vrnjačka Banja possède sept sources d'eaux minérales : Topla voda, Snežnik, Slatina, Jezero, Beli izvor, Borjak et Vrnjačko vrelo, dont quatre servent pour la balnéothérapie : Topla voda (36,5 °C), Snežnik (17 °C), Slatina (24 °C) et Jezero (27 °C). La station thermale de la ville est spécialisée dans le traitement des maladies infectieuses et des troubles digestifs, notamment ceux des reins, des voies urinaires et du foie.

## Personnalités

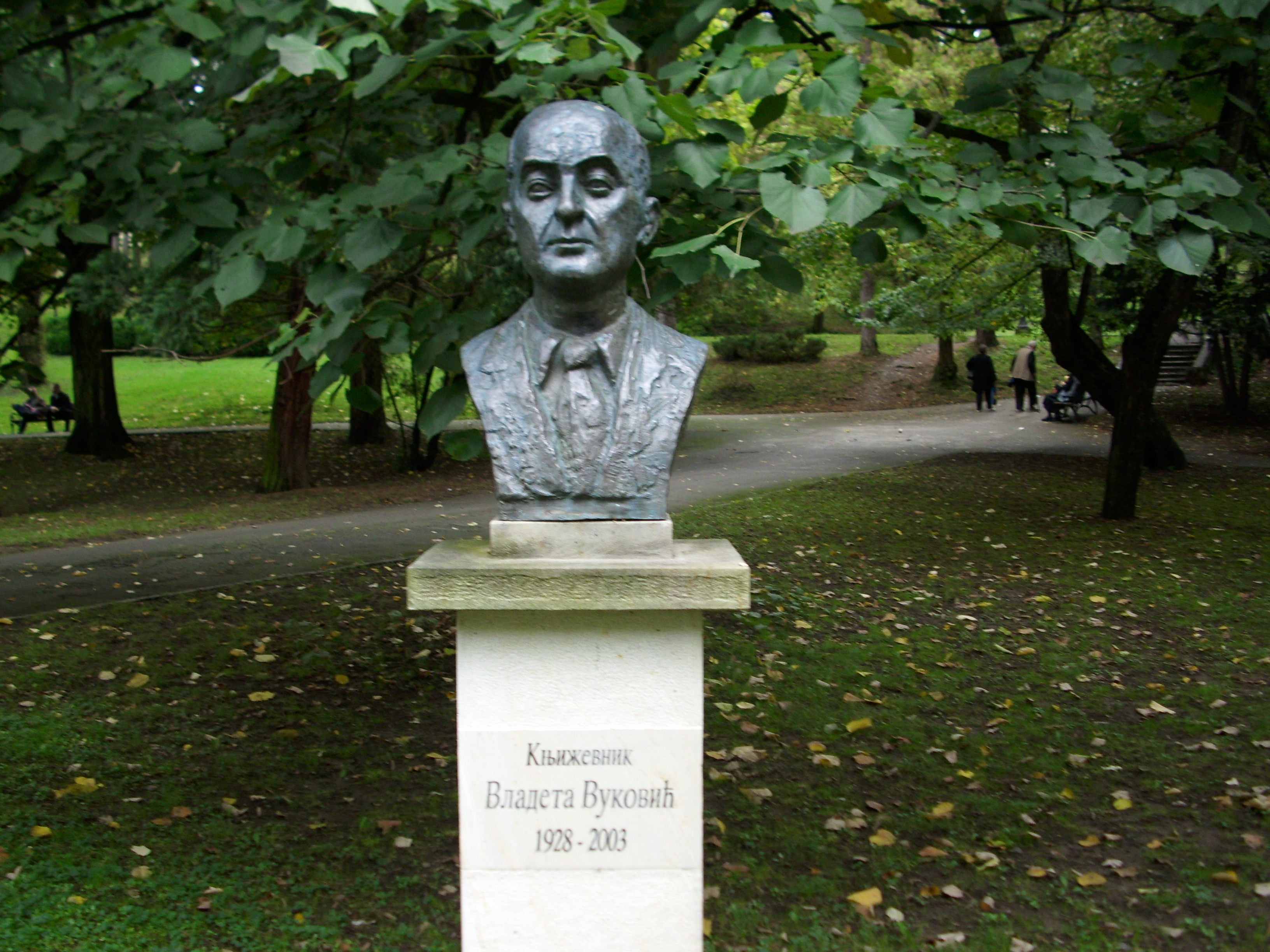
Buste de Vladeta Vuković à Vrnjačka Banja

Vrnjačka Banja est associée au souvenir de l'écrivain et médecin Dušan Radić, à Jovan Miodragović, qui fut écrivain et pédiatre, ainsi qu'à Vladeta Vuković (1928-2003) , écrivain, professeur et académicien. Miodrag B. Protić, peintre, critique d'art, théoricien et historien de l'art, est né dans la ville en 1922.
Dans le domaine des sports, on peut encore citer le footballeur serbe Vladislav Đukić, né en 1962 à Vrnjačka Banjale ou le joueur de water-polo Igor Gočanin, né en 1966, médaillé d'or à Séoul en 1988 avec l'équipe de Yougoslavie.

## Coopération internationale
Vrnjačka Banja a signé des accords de partenariat avec les villes suivantes :
- Hattfjelldal (Norvège)